# Rich tea
富貴佐茶餅乾（簡稱佐茶餅）是英式甜點，普遍以小麥粉、糖、植物油和麥芽提取物等材料製作而成。相傳於17世紀在英國約克郡開發，當時上流社會作為膳食之間的小吃。佐茶餅是英國、曼島和愛爾蘭共和國最暢銷的餅乾之一，而在馬爾他和塞浦路斯也相當受歡迎。, 佐茶餅的口味純樸，傳統的英式吃法是浸泡着味道濃烈的茶和咖啡，然後放入口中享用，是一種典型的佐茶餅乾。

## 名稱的爭議
富貴佐茶餅乾的起源，眾說紛紜。有云麥維他餅廠一直把這款餅乾稱為佐茶餅，直至1950年代，廠方銳意重新包裝，並為新包裝取名富貴佐茶餅乾。另一說法，麥維他餅廠在1950年代開始量產佐茶餅，其材料（例如糖）在二次大戰後的社會來說是非常珍貴，所以坊間冠以富貴人的佐茶餅乾。